# Mount Pendragon
Mount Pendragon (spanisch Monte Blanco ‚Weißer Berg‘) ist mit 975 m der höchste Berg auf Elephant Island im Archipel der Südlichen Shetlandinseln. Er ragt 2,5 km nordwestlich des Cape Lookout im Süden der Insel auf.
Teilnehmer der British Joint Services Expedition (1970–1971) kartierten ihn. Das UK Antarctic Place-Names Committee benannte ihn am 3. November 1971 nach Charles, Prince of Wales (* 1948), dem Schirmherrn der Expedition, der als britischer Thronfolger den walisischen Titel Pendragon trug, bevor er im September 2022 als Charles III. die Nachfolge seiner verstorbenen Mutter Elisabeth II. antrat.